# Картонска кутија (приповетка)
„Картонска кутија” (енгл. The Adventure of the Cardboard Box) је једна од 56 приповедака о Шерлоку Холмсу које је написао Артур Конан Дојл. Прича је први пут објављена у британском часопису The Strand Magazine у јануару 1893. године. Друга је од дванаест прича у Мемоарима Шерлока Холмса у већини британских издања, док је у Америци објављивана у збирки прича Његов последњи подвиг.

## Радња
Госпођица Сузан Кушинг из Кројдона добија пошиљку у којој се налазе два одсечена људска увета упакована у со. Инспектор Лестрад из Скотланд Јарда сумња да је то шала тројице студената медицине којима је госпођица Кушинг изнајмљивала собу, након чега је била приморана да их избаци због њиховог бунтовног понашања. Пакет је послат из Белфаста, родног града једног од студената. Након што је сам прегледао пакет, Шерлок Холмс се уверио да је то доказ озбиљног злочина. Он сматра да би студент медицине који има приступ лабораторији за сецирање вероватно користио нешто друго осим обичне соли да сачува људске остатке, и да би био у стању да направи прецизнији рез него што показују грубо одсечене уши. Адреса на пакету, грубо написана и са правописном исправком, Холмсу сугерише да је пошиљалац слабо образован и да није упознат са Кројдоном. Чвор на узици сугерише Холмсу да траже некога са морнарским искуством.
Холмс сматра решење толико једноставним да тражи од Лестрада да не помиње његово име у вези са случајем. Неколико једноставних питања госпођици Кушинг, неколико запажања, телеграм за Ливерпул и посета сестри госпођице Кушинг, Сари (чији доктор је Холмсу одбио да је види јер је имала „запаљење мозга”) убеђују Холмса да одсечене уши припадају другој сестри госпођице Кушинг, Мери, и њеном ванбрачном љубавнику, и да су обоје убијени. Он је уверен да је Мерин отуђени муж, Џим Браунер, убица, и да је Браунер послао картонску кутију са ушима у кућу Кушингових у Кројдону (адресирајући је само на „С. Кушинг”), не схватајући да Сара тамо више не борави. Браунер, који је непријатан када је пијан, хтео је да ужасне Сару (а не Сузан) јер је кривио Сару да је изазвала невоље које су кулминирале његовим убиством његове жене и њеног љубавника.
Браунер је заиста морнар, а Белфаст је био прва лука у коју је имао прилику да пошаље пакет. Лестрад, поступајући по Холмсовој информацији, чека да га ухапси када његов брод стигне до Лондона. Он све признаје. Представљен као саосећајан, једноставан човек толико измучен кривицом због свог чина да би радо био обешен. Прави негативац приче – морално ако не и правно – је Сара Кушинг, која се заљубила и покушала да заведе самог Браунера; затим, када је он одбио њено удварање, одлучила је да уништи његов брак са њеном сестром Мери, тровањем њеног ума са лажима о Браунеру и гурајући је према новом љубавнику, што је она лако прихватила, посебно имајући у виду мужевљеву склоност ка опијању (и тиме да постаје прилично груб када је пијан). На крају, неспособност њеног мужа да прихвати њену издају и чиста љубомора због откривања афере, доводе га до тога да почини оно што Холмс сматра „злочином из страсти”.

## Историја објављивања
Приповетка „Картонска кутија” први пут је објављена у британском часопису The Strand Magazine у јануару 1893. године, док је у Сједињеним Државама објављена у америчкој верзији овог часописа месец дана касније. Такође је објављена у америчком часопису Harper's Weekly 14. јануара 1893. године. Прича је објављена са осам илустрација Сиднија Паџета у часопису The Strand Magazine, али без илустрација у часопису Harper's Weekly.
Приповетка није објављена у првом британском издању Мемоара Шерлока Холмса, али је објављена у првом америчком издању, иако је брзо уклоњена због контроверзне теме. Прича је касније поново објављена у америчким издањима збирке прича Његов последњи подвиг, и укључена је у британска издања Мемоара. И данас га већина америчких издања укључује у Његов последњи подвиг, док већина британских издања причу штампа у свом изворном месту, у оквиру Мемоара.
Када је „Картонска кутија” уклоњена из публикација, Конан Дојл је преместио одломак из приче који је показао да Холмс „чита ум” доктора Вотсона у приповетку „Стални пацијент”. (Текст премештеног одломка креће се од „Наше ролетне су биле напола повучене, а Холмс је лежао склупчан на софи” до „Не би требало да Вам упадам у пажњу да пре неки дан нисте показали мало неверице.”) Овај одломак открива да је доктор Вотсон страствени обожавалац Хенрија Ворда Бичера, чији портрет чува у свом дому. Чини се да овај одломак нема много везе са мистеријом, али може бити суптилна референца на тему прељубе јер је Бичеру било суђено за овај прекршај 1875. године, што би многи савремени читаоци запазили.

## Адаптације

### Филм и телевизија
Прича је адаптирана као кратки неми филм под називом Картонска кутија 1923. године, као један од кратких филмова у серијалу филмова о Шерлоку Холмсу, са Еје Норвудом као Шерлоком Холмсом и Хјубертом Вилисом као др Вотсоном. Хилда Ентони је играла Мери Браунер, а Џони Бат Џејмса Браунера.
ТВ адаптација Авантуре Шерлока Холмса са Џеремијем Бретом у главној улози, емитована 11. априла 1994. године и углавном је била верна оригиналу. Садржала је неке мање варијације: у причи Браунер убија своју жену и њеног љубавника на мору, док их у овој адаптацији убија близу језера; а адаптација радњу смешта у време Божића усред хладне и снежне зиме, док се оригинална прича одвија током лета („...пламтећи врео дан у августу. Улица Бејкер је била као пећ”). Холмсов елоквентан говор на крају епизоде доводи у питање саму природу човечанства. Он се пита у ком циљу смртници следе „овај круг беде, насиља и страха”, закључујући да „то мора да има сврху, иначе наш универзум нема смисла, што је незамисливо. Али коју сврху? То је велики проблем човечанства, с којим разлогом, до сада, нема одговора”. Ово је била последња емитована епизода ове серије, а приказала је Брета у лошем здравственом стању. Киран Хајндс је играо улогу Џима Браунера.
Епизода серије Елементарно, „Уши за тебе”, лабава је адаптација ове приче. Поставка за ову епизоду је веома слична овој причи – два људска увета су некоме послата поштом, упакована у со – али укључује неколико варијација, укључујући и преокрет да је уши заправо послала наводна жртва, која је прошла сложен експеримент како би јој лажне уши нарасле на леђима, да би окривила примарног осумњиченог за њено убиство.
Јапанска серија из 2018. године, Госпођица Шерлок, лабаво прилагођава ову причу као епизоду „Стела Марис”. Пошто је радња серије смештена у Токију, обмањујућа адреса на кутији која садржи уво у оригиналној причи је прилагођена као поштанска етикета са нејасно написаном катаканом.

### Радио
Причу је адаптирала Едит Мејзер као епизоду радио-серије Авантуре Шерлока Холмса. У епизоди, која је емитована 5. новембра 1931. године, глумили су Ричард Гордон као Шерлок Холмс и Ли Ловел као др Вотсон. Друга продукција приче емитована је у септембру 1936, са Гордоном као Холмсом и Харијем Вестом као Вотсоном.
Мејзерова је такође прилагодио причу за епизоде Нових авантура Шерлока Холмса које су емитоване у јануару 1940. и августу 1943. са Бејзилом Ратбоном који је глумио Холмса и Најџелом Брусом који је играо Вотсона.
Мајкл Хардвик је адаптирао ову причу за BBC Light програм 1960. године, као део радио-серије из 1952–1969. у којој су се појавили Карлтон Хобс као Холмс и Норман Шели као Вотсон.
„Картонску кутију” је драматизовао Роџер Дејнс за BBC Radio 4 током 1994. године као епизоду радио-серије из 1989–1998. са Клајвом Мерисоном као Холмсом и Мајклом Вилијамсом као Вотсоном (у делу серије Његов последњи наклон). Поред њих су се појавили Кевин Вајтли као Браунер и Тереза Галагер као Мери Браунер; такође Стивен Торн је глумио инспектора Лестрада, кога је претходно играо Доналд Џи.
Године 2010, прича је адаптирана као епизода радио-серије Класичне авантуре Шерлока Холмса, са Џоном Патриком Лоуријем као Холмсом и Лоренсом Албертом као Вотсоном.
Године 2020, индијски радио канал Radio Mirchi је прилагодио причу на бенгалском језику. Адаптација је веома добро прихваћена од стране бенгалске публике.